# Цзимислав
Цзимислав (лат. Cimusclus; погиб в 840) — князь лужичан (сорбов) до 840 года.
Предыдущим известным из исторических источников правителем лужичан был, по одним данным, князь Милидух, погибший в 806 году в бою с франками, по другим — Тунгло, упоминавшийся в 826 году.
В 839 году Цзимислав поднял восстание против императора Людовика I Благочестивого, но в 840 году погиб в битве с саксами при Кесигесбурге.